# Басдео Пандай
Басдео Пандай (англ. Basdeo Panday; 25 травня 1933, Принцес, Тринідад — 1 січня 2024, Джексонвілл, Флорида, США) — політик з Тринідаду і Тобаго, прем'єр-міністр країни з 1995 по 2001 рік.

## Життєпис
Після школи він працював на плантації цукрової тростини і був учителем початкової школи та адміністративним писарем у магістраті Сан-Фернандо. Пізніше отримав акторську ступінь у Лондонській школі драматичного мистецтва (1960), юридичну освіту в Лінкольнз інн (1962) та економічний факультет Лондонського університету (1965), отримавши ступінь магістра. На початку 1960-х він мав кілька акторських ролей у фільмах та телесеріалах як актор.
Після повернення в Тринідад і Тобаго працював юристом і радником профспілки. Його політична кар'єра розпочалася в 1966 році, коли він приєднався до Партії робітників і фермерів (ВПП). У 1973 році він став першим головою Профспілки цукрових та загально робітничих працівників Тринідаду (ATS & GWTU). Пандей займав цю посаду до 1995 року. Пізніше він також був одним із засновників, а з 1976 по 1986 рік головою Об'єднаного фронту праці (ULF). Пандей вперше був обраний депутатом Палати представників у 1976 році і з тих пір представляв виборчий округ Північ Куви в парламенті Тринідаду і Тобаго. З 1981 по 1986 рік був опозиційним лідером у парламенті. Коли НАР розгромила виборах ПНМ, отримавши 33 — 3 мандати на парламентських виборах 1986 р. та призначила прем'єр-міністром Робінсона, останній призначив його міністром закордонних справ та міжнародної торгівлі. Однак, лише через два роки, Пендей покинув і кабінет, і партію НАР. Потім він заснував Клуб 88, який згодом став Об'єднаним національним конгресом (УНК). У той же час він був лідером опозиції з 1989 по листопад 1995 року.
Після обрання до Палати представників у 1995 році він був призначений прем'єр-міністром 9 листопада 1995 року, щоб перейти на посаду голови ПНМ Патріка Меннінга президентом Нуром Хассаналі. У понеділок сформував коаліційний уряд з НАР та був першим прем'єр-міністром Тринідаду та Тобаго за походженням в Індії. Пандай був переобраний прем'єр-міністром після загальних виборів 2000 року 22 грудня 2000 року. 25 січня 2001 року він також обійняв посаду міністра національної безпеки. На дострокових парламентських виборах у грудні 2001 р. В парламенті було встановлено 18 відсотків для ПНМ та НАР. Порушення відбулося 24 грудня 2001 року, коли чинний президент Артур Наполеон Реймонд Робінсон порушив традицію парламенту, і Меннінг віддав перевагу діючому прем'єр-міністру Панді і призначив прем'єр-міністра, незважаючи на зв'язок з НАР. Оскільки жодного речника парламенту не можна було обрати через зв'язок у Палаті представників, Меннінг провів без парламенту протягом наступних десяти місяців. Пандей знову став лідером опозиції, але також зазнав поразки від Меннінга при переобранні до Палати представників 7 жовтня 2002 року.
24 квітня 2006 року суд у Іспанії засудив його до шести років позбавлення волі за ухилення від сплати податків з 1997 по 1999 рік. Суд визнав доведеним, що під час перебування на посаді прем'єр-міністра, він зберігав не задекларовані банківські вклади в банку у Лондоні. Після засудження він подав у відставку як лідер опозиції. Ухвалу було скасовано в апеляційній скарзі в березні 2007 року. У 2010 році він програв Камлі Персаду-Біссессару на виборах голови УНК і через чотири місяці відійшов від політичного життя.